# Tlacacuitlahuatzin
Tlatoani Tlacacuitlahuatzin bio je kralj grada Tiliuhcana u današnjem Meksiku. Taj grad-država (altepetl) se nalazio blizu Tlacopana.

## Obitelj
Tlacacuitlahuatzin je bio sin velikog ratnika Huehuetzina, koji nikad nije uspio postati kralj. Tlacacuitlahuatzin je bio prvi kralj svoga grada.
Ime njegove supruge — ili supruga i konkubina — nije nam poznato, ali se zna da je imao djecu, čija su imena:
- Miyahuaxochtzin (kraljica Tenōchtitlana, carica Asteka)
- Matlalxochtzin (princeza supruga Tenōchtitlana)
- Tlacochcuetzin (kraljica Tlacopana)

Tlacacuitlahuatzin, otac slavnih kćeri, bio je djed princa Huehuea Zace.
Budući da nije imao sinova, Tlacacuitlahuatzin je naslijeđen od strane Tzihuactlayahuallohuatzina.